# Microstachys marginata
Microstachys marginata är en törelväxtart som först beskrevs av Carl Friedrich Philipp von Martius, och fick sitt nu gällande namn av Johann Friedrich Klotzsch och Johannes Müller Argoviensis. Microstachys marginata ingår i släktet Microstachys och familjen törelväxter. Inga underarter finns listade i Catalogue of Life.